# Coles County
Coles County is een county in de Amerikaanse staat Illinois.
De county heeft een landoppervlakte van 1.316 km² en telt 53.196 inwoners (volkstelling 2000). De hoofdplaats is Charleston.

## Bevolkingsontwikkeling

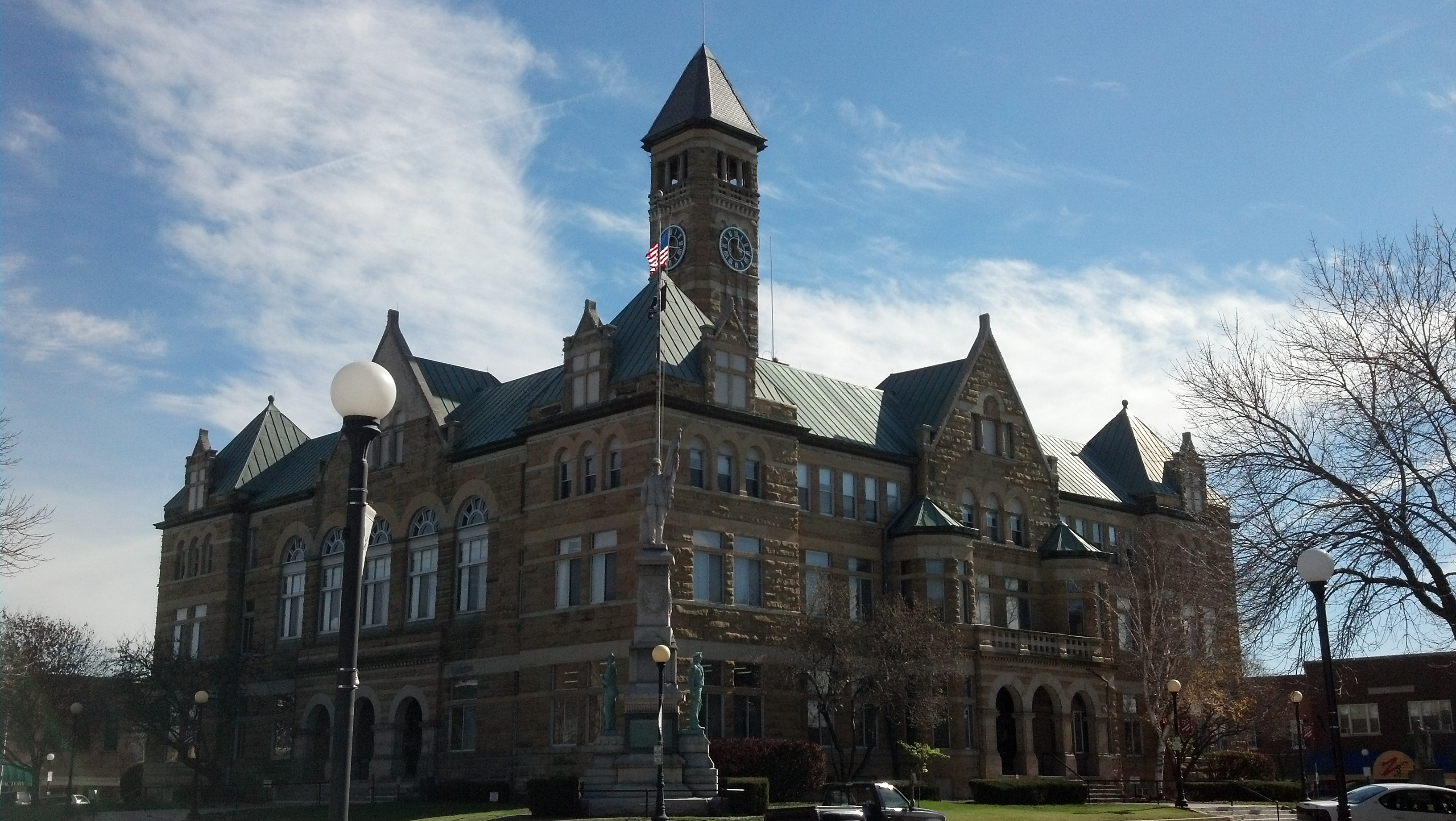
Coles County Courthouse